# Piazza C.L.N.
Piazza C.L.N. (acronimo di Comitato di Liberazione Nazionale) è una piazzetta situata nel centro storico di Torino e si trova appena dietro le due chiese "gemelle" di piazza San Carlo (Santa Cristina e San Carlo), lungo l'asse di via Roma, in direzione di piazza Carlo Felice e dei giardini Sambuy. Prima del 1935 era nota come "piazza delle Due Chiese".

## Storia e descrizione
L'odierno aspetto razionalista lo si deve alla ristrutturazione del 1935 prevista dal progetto di Marcello Piacentini, in pieno periodo fascista, riguardante il secondo tratto di via Roma e della zona circostante. Inizialmente furono progettate le statue di Benito Mussolini e di Vittorio Emanuele III di Savoia, più due fontane poste sul retro delle due chiese, con le allegorie antropomorfe dei fiumi Po e Dora Riparia; tuttavia solo queste ultime due sculture furono realizzate. La piazzetta fu quindi rinominata "piazza delle Due Fontane", che furono realizzate dallo scultore Umberto Baglioni nel 1937.
Durante l'occupazione tedesca nella seconda guerra mondiale, la piazza fu tristemente nota perché ospitava il comando della Gestapo, ubicato presso l'Albergo Nazionale. Il nome della piazzetta fu poi dedicato al Comitato di Liberazione Nazionale, costituitosi in Italia alla caduta del fascismo.

## Le fontane gemelle
Le due fontane – che nel 1975 erano assurte a notorietà internazionale poiché scelte da Dario Argento per girare alcune scene del suo film di culto Profondo rosso – nel 1987 furono svuotate e messe fuori servizio a causa dell'usura della copertura della vasca e dell'impianto idrico. Solamente nel 2005, dopo quasi venti anni di abbandono ed incuria, un significativo restauro, durato alcuni mesi, riportò le due fontane in funzione.
Nell'aprile 2013 la fontana dedicata al fiume Po fu svuotata e messa temporaneamente fuori servizio, dopo che una fessurazione nella vasca causò un danno al parcheggio sottostante, per via della massiccia infiltrazione; nel 2014, anche la fontana della Dora fu svuotata e restaurata. Le fontane furono entrambe reinaugurate il 23 dicembre dello stesso anno, con una cerimonia in cui fu presente l'allora sindaco del capoluogo piemontese, Piero Fassino.
Nel 2017, un pezzo di cornicione di marmo del retro della chiesa di Santa Cristina precipitò sulla fontana dedicata alla Dora Riparia, fortunatamente senza danni al monumento o alle persone.

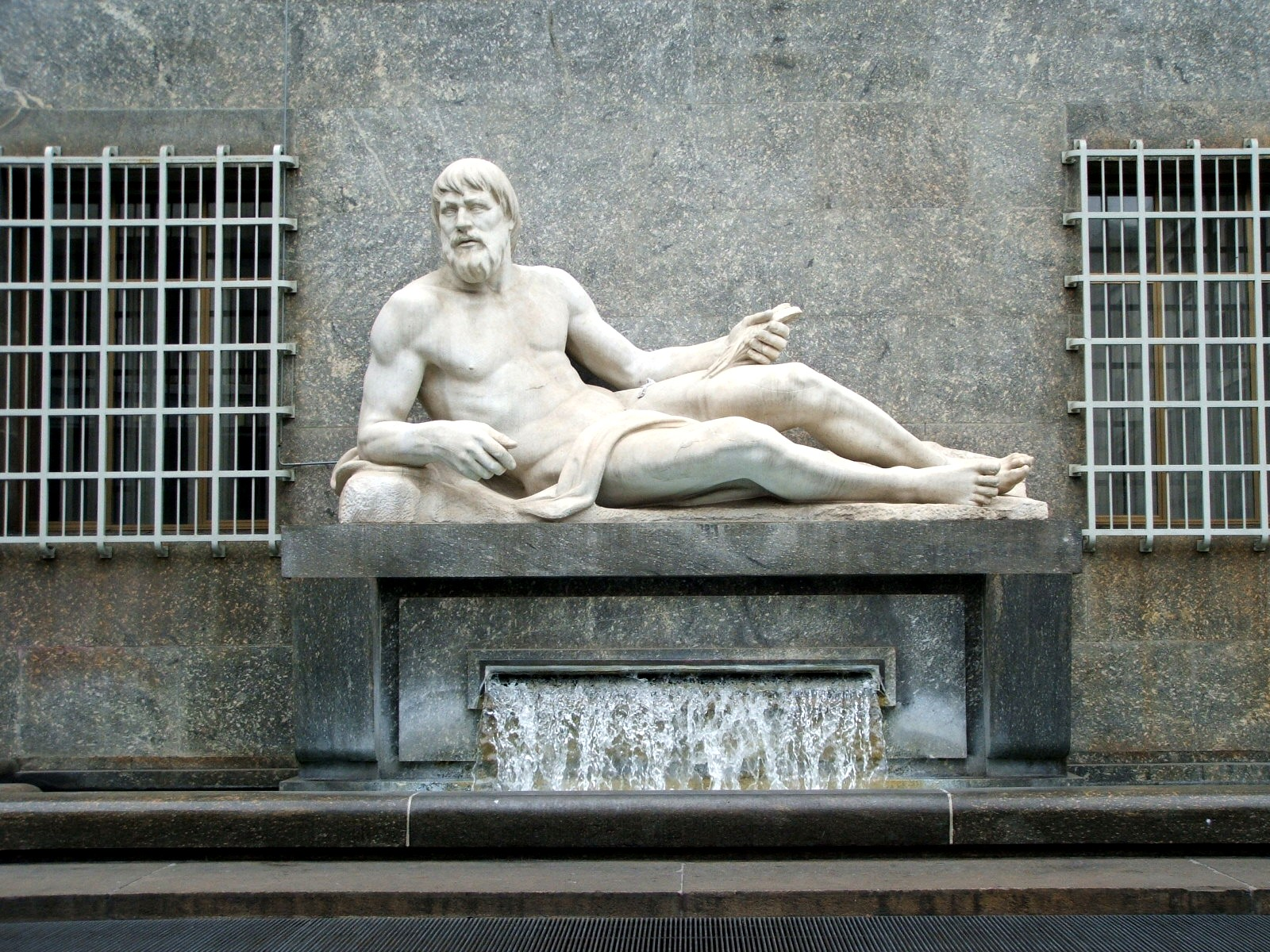
Statua raffigurante il fiume Po
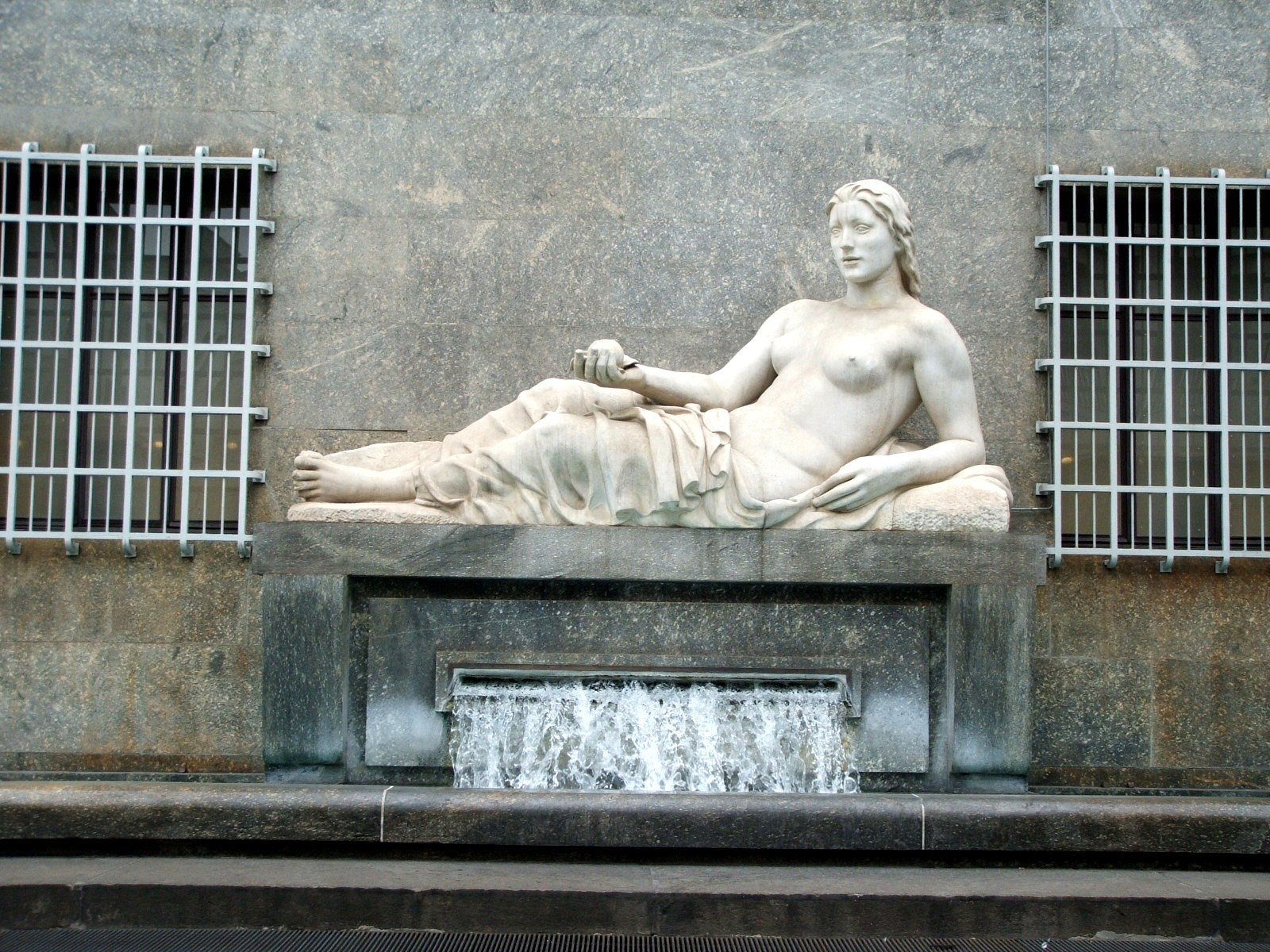
Statua raffigurante il fiume Dora Riparia